# وريد مرفقي ناصف
الوريد المرفقي الناصف (بالإنجليزية: Median cubital vein)‏ هو وريد سطحي في الأطراف العلوية، يقوم بربط الوريد البازلي مع الوريد الرأسي، ويستخدم عادةً في بزل الوريد لأخذ عينة من الدم. يقع هذا الوريد في الحفرة المرفقية على سطح سفاق العضلة ذات الرأسين.
تتواجد أحياناً بعض الاختلافات البسيطة في الوريد المرفقي الناصف. غالبًا، يشكّل الوريد شكل الحرف (H) مع الوريد الرأسي والبازلي اللذان يشكلان جوانب الحرف. بعض الأحيان الأخرى يشبه شكل الحرف (M)، حيث يتفرع الوريد بفروع للوريد الرأسي والبازلي.

## وصلات خارجية
- صور تشريحية:07:st-0703 في مركز داونستيت الطبي التابع لجامعة نيويورك
- أشعة صني UpperLimb:18VenoFo